# Химическая переменная
Химическая переменная (другие названия: глубина превращения, координата реакции, переменная де Донде, полнота реакции, пробег реакции, степень полноты реакции, степень превращения, степень продвижения реакции, степень протекания реакции, степень прохождения реакции, степень реакции,  число оборотов реакции, число пробегов реакции) — в физической химии величина, которая отражает полноту протекания химической реакции, то есть то, на сколько изменился состав системы в ходе реакции. Обычно обозначается строчной греческой буквой {\displaystyle \xi }. Впервые введена известным бельгийским физико-химиком Теофилом де Донде. Используется в качестве независимой переменной при описании неравновесных химических реакций в закрытых системах.
Химическую переменную можно рассматривать как обобщённую координату реакции: этот параметр равен 0, когда реакция ещё не началась, а в конце реакции равен 1. Причём под концом реакции здесь подразумевается не достижение равновесия, а полное исчерпание исходных веществ. Условие {\displaystyle \Delta \xi =0} равносильно тому, что протекание реакции закончено, то есть достигнуто химическое равновесие. Если состояние системы, принимаемое за точку отсчёта начала реакции, фиксировано, то химическую переменную можно выразить через переменные состояния. Поэтому, будучи функционалом процесса, а не термодинамической переменной состояния, химическая переменная де-факто ведёт себя как переменная состояния (внутренний параметр по терминологии А. Мюнстера), к каковым её и принято условно причислять. Важно понимать и помнить, что координата реакции представляет собой независимую термодинамическую переменную только при заданных дополнительных условиях и только вне химического равновесия.
Набор степеней протекания независимых реакций в закрытых системах играет ту же роль, что и набор составляющих веществ в термодинамике открытых систем, позволяя минимальным числом соотношений между количествами веществ описать любые возможные изменения в химическом составе системы. Это даёт определённые преимущества при выполнении термодинамических расчетов. Кроме того, химические переменные оказываются более удобными для сочетания термодинамических и кинетических данных с целью выяснения механизма химической реакции. Способ термодинамического рассмотрения химических реакций, основанный на использовании степеней протекания независимых реакций в качестве термодинамических переменных, пригоден только для закрытых термодинамических систем.

## Определение
Точное определение химической переменной {\displaystyle \xi } может быть задано так:
{\displaystyle \mathrm {d} \xi ={\frac {\mathrm {d} n_{i}}{\mathrm {\Delta } \nu _{i}}},}
где n — число молей какого-либо вещества,
а {\displaystyle \nu } — его стехиометрический коэффициент.
Изменения величин относятся к ситуациям до и после реакции, а коэффициенты обычно берутся со знаком «+» для продуктов реакции и со знаком «−» для исходных веществ (чтобы химическая переменная всегда была положительной).
Далее можно объяснить разницу в используемых обозначениях и упростить определение.
Так как обычно реагент присутствует либо только в исходных веществах, либо в продуктах (то есть с одной стороны реакции его стехиометрический коэффициент равен нулю), то можно записать то же выражение как
{\displaystyle \mathrm {d} \xi ={\frac {\mathrm {d} n_{i}}{\nu _{i}}}.}
Учитывая конечность изменений состава, можно записать
{\displaystyle \Delta \xi ={\frac {\Delta n_{i}}{\nu _{i}}}={\frac {n_{equilibrium}-n_{initial}}{\nu _{i}}}.}
А с учётом того, что в начале реакции степень реакции по определению равна нулю, её изменение равно ей самой (так же, как выше уже было со стехиометрическим коэффициентом):
{\displaystyle \Delta \xi ={\frac {\Delta n_{i}}{\nu _{i}}}=\xi ={\frac {n_{equilibrium}-n_{initial}}{\nu _{i}}}={\frac {n_{i}-n_{i}^{o}}{\nu _{i}}}}
в других обозначениях, {\displaystyle n_{i}} — количество i-ого реагента в какой-то точке (в какой-то момент) реакции, а {\displaystyle n_{i}^{o}} — его же количество в начале реакции.
Или, что то же самое,
{\displaystyle n_{i}=n_{i}^{o}+\xi \nu _{i}}
Последнее выражение также используется как определение для химической переменной.

## Использование в термодинамических описаниях
Пусть в системе протекает химическая реакция
{\displaystyle \nu _{1}A_{1}+\nu _{2}A_{2}+...+\nu _{i}A_{i}\rightleftharpoons \nu _{i+1}A_{i+1}+\nu _{i+2}A_{i+2}+...+\nu _{j}A_{j}}
Важное свойство химической переменной заключается в следующем. Если количества веществ в системе изменяются только в результате химической реакции (возможно, множества химических реакций — поскольку уравнения химических реакций можно складывать и домножать на числа, в том числе, на отрицательные, совокупность реакций всегда можно записать в виде одного уравнения реакции), то изменения количеств всех веществ в системе связаны соотношением
{\displaystyle -{\frac {\mathrm {d} n_{1}}{\nu _{1}}}=...=-{\frac {\mathrm {d} n_{i}}{\nu _{i}}}={\frac {\mathrm {d} n_{i+1}}{\nu _{i+1}}}=...={\frac {\mathrm {d} n_{j}}{\nu _{j}}}=\mathrm {d} \xi }
и можно вместо j связанных с составом переменных, использовать для описания всей системы всего одну переменную — {\displaystyle \xi }.
В частности, можно записать выражение для энергии Гиббса
{\displaystyle G=\sum _{k=1}^{k=j}\mu _{k}n_{k}=\sum _{k=1}^{k=j}\mu _{k}n_{k}^{o}+A\xi =\sum _{k=1}^{k=j}\mu _{k}n_{k}^{o}+\left(\sum _{k=1}^{k=i}\mu _{k}\nu _{k}-\sum _{k=i+1}^{k=j}\mu _{k}\nu _{k}\right)\xi }
где (как и выше) n - моли, а {\displaystyle \nu } - стехиометрические коэффициенты; величина, обозначенная А, называется ещё «химическим сродством»
дифференцируя,
{\displaystyle \mathrm {d} G_{p,T}=\sum _{k=1}^{k=j}\mu _{k}\mathrm {d} n_{k}=-A\mathrm {d} \xi }
Полные дифференциалы термодинамических потенциалов для закрытой системы могут быть записаны как
{\displaystyle \mathrm {d} U=T\mathrm {d} S-p\mathrm {d} V-A\mathrm {d} \xi }
{\displaystyle \mathrm {d} H=V\mathrm {d} p+T\mathrm {d} S-A\mathrm {d} \xi }
{\displaystyle \mathrm {d} G=-S\mathrm {d} T+V\mathrm {d} p-A\mathrm {d} \xi }
{\displaystyle \mathrm {d} F=-p\mathrm {d} V-S\mathrm {d} T-A\mathrm {d} \xi }
где слагаемое {\displaystyle -A\mathrm {d} \xi } заменяет слагаемое {\displaystyle \sum _{k=1}^{k=j}\mu _{k}\mathrm {d} n_{k}}, используемое в традиционном (Гиббсовском) описании.
А производные термодинамических потенциалов по химической переменной, при постоянстве их естественных переменных
{\displaystyle \left({\frac {\partial G}{\partial \xi }}\right)_{T,p}=\left({\frac {\partial H}{\partial \xi }}\right)_{p,S}=\left({\frac {\partial F}{\partial \xi }}\right)_{V,T}=\left({\frac {\partial U}{\partial \xi }}\right)_{S,V}=-A}
Можно отметить, что именно эти выражения Т. де Донде использовал как определения параметра «химическое сродство» А.
Соответственно, с использованием химической переменной, в закрытой системе (при постоянстве температуры и давления), условие химического равновесия может быть записано как
{\displaystyle \left({\frac {\partial G}{\partial \xi }}\right)_{T,p}=0},
а условие устойчивости химического равновесия может быть записано как
{\displaystyle \left({\frac {\partial G}{\partial \xi }}\right)_{T,p}<0} или, с использованием «химического сродства», как {\displaystyle A>0}.

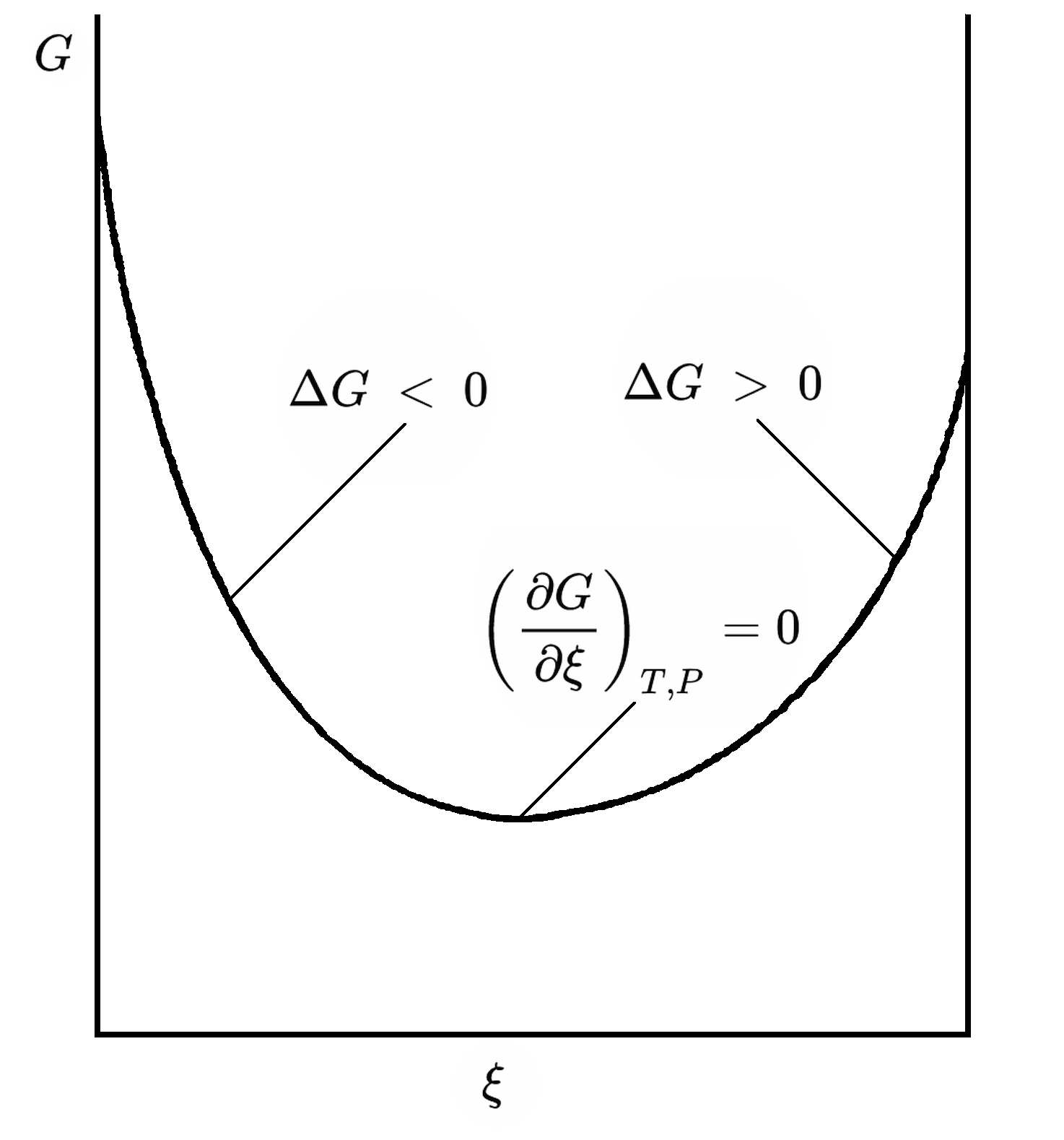
Изменение потенциала Гиббса в ходе химической реакции. Нисходящая ветвь кривой соответствует самопроизвольному протеканию химической реакции в прямом направлении (слева направо), восходящая ветвь, нереализуемая в прямом направлении, соответствует самопроизвольному протеканию химической реакции в обратном направлении (справа налево). Точка, для которой, соответствует состоянию химического равновесия

То есть отклонение от состояния химического равновесия сопровождается изменение состава системы, и любой процесс, выводящий систему из состояния равновесия, требует подведение энергии к системе, является «энергетически невыгодным».
Используя выражения для полных дифференциалов характеристических функций, можно получить уравнения, связывающие изменение химической переменной с другими величинами, входящими в уравнения этих характеристических функций:
{\displaystyle \left({\frac {\mathrm {d} G}{\mathrm {d} T}}\right)_{p,\xi }=-S}
{\displaystyle \left({\frac {\mathrm {d} G}{\mathrm {d} p}}\right)_{T,\xi }=V}

## Использование в стехиометрических расчётах
Рассмотрим равновесную реакцию (такой подход принят в термодинамике даже для заведомо неравновесных химических реакций)
2A ⇌ B + 3C
С начальными количествами А = 2 моль, B = 1 моль, С = 0 моль, и равновесным количеством А = 0,5 моль.
По определению, химическая переменная
{\displaystyle \xi ={\frac {\Delta n_{A}}{\nu _{A}}}={\frac {0.5-2}{-2}}=0.75}
Зная химическую переменную, можно найти равновесные концентрации всех оставшихся реагентов:
{\displaystyle n_{equilibrium}=\xi \nu _{i}+n_{initial}}
{\displaystyle n_{B}=0.75*1+1=1.75mol}
{\displaystyle n_{C}=0.75*3+0=2.25mol}

## Относительная степень реакции
Относительная степень реакции может быть определена как
{\displaystyle \alpha ={\frac {\xi }{\xi _{max}}},}
где {\displaystyle \xi } — химическая переменная, а {\displaystyle \xi _{max}} — полное превращение.